# Carles Baguer i Mariner
Carles Baguer i Mariner (spanisch: Carlos Baguer, * März 1768 in Barcelona; † 29. Februar 1808 ebenda) war ein katalanischer Organist, Kapellmeister und Komponist der Klassik.

## Leben und Werk
Carles Baguer absolvierte seine Ausbildung wahrscheinlich bei seinem Onkel Francesc Mariner, einem seiner Vorgänger als Organist an der Kathedrale von Barcelona. Diesem folgte er ab Januar 1786 zunächst vorübergehend und zeitlich begrenzt; im April 1790 wurde er endgültig auf diese Position berufen, die er bis zu seinem Tod innehatte.
Neben den Aktivitäten, die aus seiner Position als Organist an der Kathedrale herrührten (Unterricht, Interpretation und Komposition), war er als Musiker und Komponist im Barceloneser Theater und im Oratori de Sant Felip Neri in der Musikszene der Stadt ständig präsent.
Sein Werk deckte alle damals in Barcelona kultivierten Genres ab. Die zahlreichen Stücke für Tasteninstrumente im alten (Verse und Fugen) wie im neuen Stil (Sonaten, Sinfonien, Menuette, Rondos und Variationen) hatten auch pädagogische Zwecke und standen in einem engen Zusammenhang zu seiner Organistentätigkeit. Zudem ist er Autor zahlreicher geistlicher und profaner Vokalwerke. Höhepunkte seines Schaffens waren die Messen und Oratorien aus der Spätphase. Seine Oper La princesa filósofa wurde im November 1797 in Barcelona uraufgeführt. Zu seinen Orchesterproduktionen gehören ein Weihnachtskonzert, ein Konzert für zwei Fagotte und 19 Sinfonien. Vor allem auf Grund dieser letztgenannten Werkgruppe wurde Baguer gewissermaßen zum Hauptvertreter der Wiener Klassik in der Folge von Joseph Haydn in Katalonien. Viele Werke Baguers waren über die Landesgrenzen hinaus verbreitet.
Schüler von Baguer waren beispielsweise Mateu Ferrer (1788–1864), der ihm als Organist an der Barceloneser Kathedrale folgte, und Ramon Carnicer (1789–1855).